# Foresta pluviale

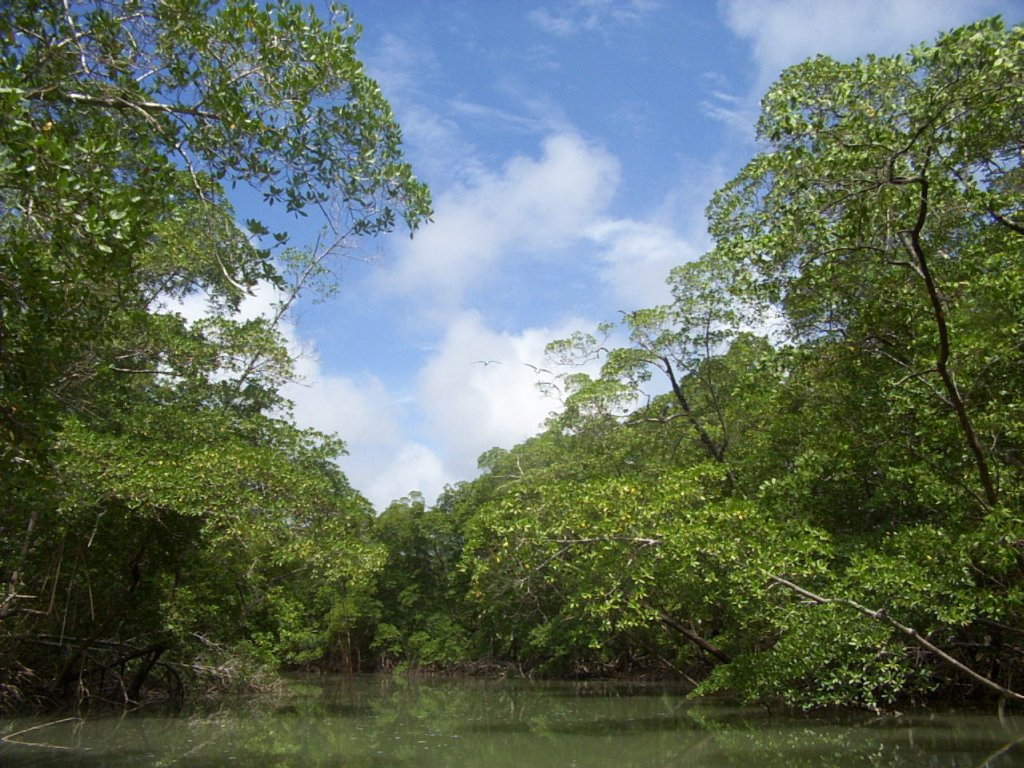
La foresta pluviale amazzonica

La foresta pluviale è una foresta caratterizzata da elevata piovosità, considerata tale quando abbia una certa quantità di precipitazioni annue oltre i 1 500 millimetri.

## Descrizione
Nelle foreste pluviali si trovano i due terzi di tutte le specie viventi animali e vegetali della Terra e si stima che vi siano milioni di specie di piante, insetti e microrganismi tuttora sconosciute. Generalmente il sottobosco in una foresta pluviale è limitato solo a pochi settori a causa della mancanza di luce solare al livello del suolo. I due tipi principali della foresta pluviale sono: 

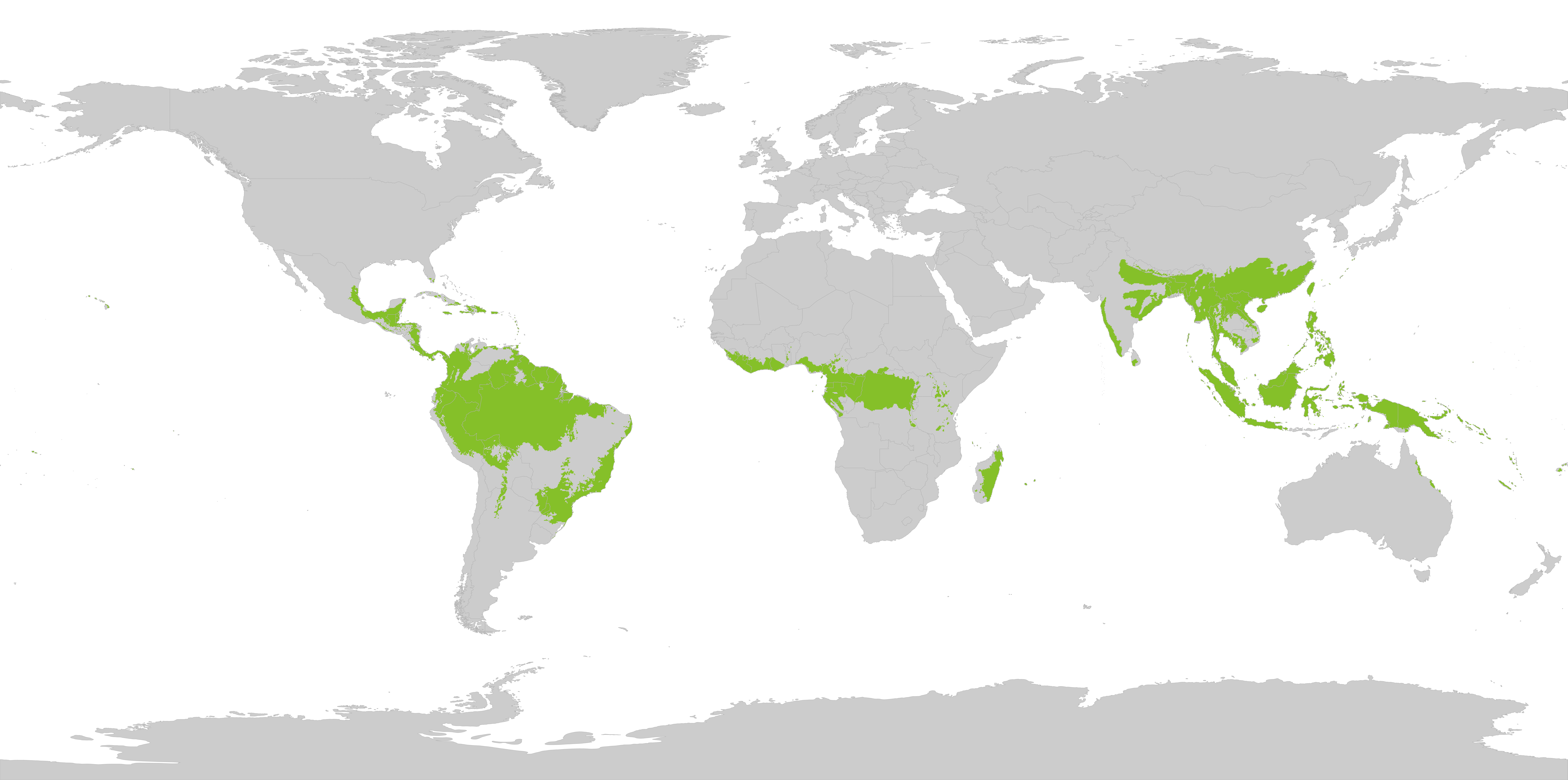
Distribuzione della foresta pluviale tropicale

- foresta pluviale tropicale: sono le foreste pluviali caratteristiche delle regioni comprese tra i due tropici (tra il Tropico del Cancro e il Tropico del Capricorno) e presente nel sud-est asiatico (Indonesia, Birmania e in Papua-Nuova Guinea, oltre che nella fascia settentrionale e orientale dell'Australia), nell'Africa sub-sahariana dal Camerun alla Repubblica Democratica del Congo (foresta del Congo), nel Sud America (prevalentemente in Amazzonia), nell'America Centrale, – Bosawás, Penisola dello Yucatán-Belize-Calakmul – e su molte delle isole dell'oceano Pacifico (ad esempio le Hawaii). Le foreste pluviali tropicali vengono definite i "polmoni della Terra". Rappresentano il bioma terrestre con la massima biodiversità, dato che ospitano da sole circa una metà delle specie viventi animali e vegetali terrestri;[2]

- foresta pluviale temperata: sono le foreste pluviali caratteristiche delle regioni temperate. Sono presenti nel Nord America (lungo la costa del Pacifico nord-occidentale, nella Columbia Britannica), in Europa (nelle zone costiere di Irlanda, Scozia, Norvegia meridionale e nella regione dei Balcani occidentali lungo la costa adriatica, come pure nel nord-ovest della Spagna e nella fascia costiera orientale del mar Nero tra le coste della Georgia e della Turchia), in Asia orientale (nel sud della Cina, a Taiwan, nella gran parte del Giappone e della Corea), nella costa più orientale della Russia e in Australia e Nuova Zelanda.

## Le cinque più grandi
La foresta pluviale dell’Amazzonia
Immensa e selvaggia, la più grande foresta tropicale del pianeta si estende su nove Paesi. Con una superficie di 7 milioni di kmq, ha un’area boschiva di 5,5 milioni di kmq. Al suo interno vivono 1.294 specie di uccelli, 380 di rettili, 427 di anfibi, 419 di mammiferi, 3.000 di pesci e 3 milioni di insetti e altri invertebrati. Con essi convivono 77 tribù incontattate, cioè gruppi che non hanno mai avuto contatti con il mondo esterno. L’opera di distruzione dell’Amazzonia, iniziata intorno al 1940, negli ultimi anni ha subito un forte rallentamento grazie a efficaci politiche pubbliche per la tutela dell’ambiente. La foresta pluviale del Congo, estesa per circa 2 milioni di kmq, quella del Congo è la seconda più grande foresta tropicale del mondo. Un mare verde solcato da un complesso di fiumi che, oltre a costituire un’inesauribile arteria d’acqua dolce, formano una vera e propria autostrada fluviale. Qui vivono alcune delle specie più rare del pianeta: i gorilla, l’elefante della foresta, il rinoceronte bianco e il bonobo.
Anche in questo caso lo stato di conservazione della foresta varia nelle singole eco regioni: sono i territori più interni a conservare ancora il loro aspetto originario. L’area più in pericolo si trova nella zona più orientale della foresta che, pur avendo al suo interno importanti aree protette, è stata teatro di lunghe e violente guerre, durante le quali si sono ripetuti episodi di bracconaggio che hanno decimato la popolazione di elefanti africani. La foresta pluviale temperata di Valdivia. Situata lungo la costa meridionale del Cile e in piccola parte in Argentina, la foresta di Valdivia si estende per 248.000 kmq. Unica foresta pluviale temperata del Sudamerica, dominata da magnoliofite con un denso sottobosco di bambù e felci, è considerata una delle eco-regioni più importanti al mondo. Le sue 35 aree protette si concentrano al di fuori delle zone considerate prioritarie, quelle cioè con maggiore diversità floristiche e animali.
Anche questa foresta è minacciata dall’opera dell’uomo. Sono infatti molti i progetti idroelettrici che si stanno sviluppando in quest’area, con conseguente aumento del numero di infrastrutture che la attraversano. La foresta nazionale Tongass,
foresta pluviale temperata con un’ampiezza di 68.062 kmq, situata a sud-est dell’Alaska, il Tongass è una delle più grandi foreste degli Stati Uniti. Caratterizzata dalla presenza del cedro rosso occidentale, la foresta è suddivisa in 19 aree naturali che ospitano rarissime specie di flora e fauna. Qui è possibile vedere il lupo dell’arcipelago Alexander, grizzly, balene megattere, orche, leoni marini e salmoni selvatici.
Secondo alcuni recenti studi, quest’area, ha registrato negli ultimi anni un altissimo tasso di deforestazione, battendo anche il Brasile, l’Indonesia e il Canada.
La foresta pluviale tropicale di Xishuangbanna
Situata nella provincia dello Yunnan nel sud della Cina, la foresta di Xishuangbanna è una delle meglio conservate al mondo. I suoi 2.402 kmq ospitano 200 esemplari di elefante asiatico, tigri, scimmie e leopardi. Qui vive inoltre l’etnia Hani: le abitazioni di questa popolazione sono fatti di fango, pietra e bambù. La foresta è divisa in molti sottotipi di vegetazione, 58 dei quali estremamente rari.